# インテグラル・ツリー

インテグラル・ツリーの模式図。図の下部が母星を向き、上部が母星の外側を向く。

インテグラル・ツリー（原題：The Integral Trees）、1984年のアメリカの作家ラリー・ニーヴンによるSF小説。アスタウンディング誌に連載された後、1983年に出版された。ニーヴンの他の作品の多くと同様に、物語は科学的アイデアを中心に構築されている。中性子星の周囲に存在している呼吸可能なガストーラスを物語の舞台としている。
邦訳版は早川書房から小隅黎訳が1986年11月30日に出版された。続編の「スモーク・リング」は1987年に出版された。 
1984年のネビュラ賞長編小説部門、および1985年のヒューゴー賞長編小説部門小説にノミネート。 

## 設定
物語の舞台は架空の中性子星レヴォイ（略して「ヴォイ」）を中心にしている。ヴォイの軌道を周回している巨大ガス惑星ゴールドブラット（略して「ゴールド」）はヴォイとの重力に引っ張られた結果、ロッシュ限界によって崩壊し大気を惑星内で維持し続けることができなくなり、周囲の軌道にガストーラスの居住可能な大気を形成している。 
ガストーラスは巨大で、厚さは100万 kmだが、ほとんどは薄すぎて居住できない。空気が厚いガストーラスの中央部は、スモークリングとなっており、さまざまな生命の生活を可能にしている。 
スモークリングには「地表」が存在せず、完全に呼吸可能な大気で構成されている。 さらにスモークリングは軌道上にあるため自由落下状態であり、この世界では「上下」が存在しない。ほとんどの動物には三方対称性があり、すべての方向を見ることができる。 スモークリングに生息する動物の大部分、そして魚でさえ飛ぶように進化した。 スモークリングには他のすべての物体や生命のようぬ自由に浮かぶさまざまなサイズの水の塊である多数の「池」が含まれている。 スモークリングには水生動物や水陸両生動物が住んでおりこれらの池で生活の大半を過ごしているが、これらの動物はいつでも不適切な生息地であると感じた場合がは別の池へと逃げていく場合がある。居住する池がスモークリングの居住可能な中心から遠く離れてガストーラス内を漂流する、潮汐力のために大きくなりすぎて崩壊する、樹木のような巨大な物体に衝突するなどといったことが起こった際は、水生動物は新しい池に脱出する必要がある。動物達は新しい池を見つけるため空中を駆け抜ける。。 
スモークリングのほとんどの植物は自重を支える必要がないため非常に壊れやすい。 注目すべき例外は、100キロメートルまで成長できる樹木のインテグラルツリーである。タイトルにもなっているこの樹木は∮記号のような形状をしている。 
潮汐ロックにより、木の一方の端はヴォイに向けられ、もう一方の端は星系の外に向けられている。 木の端では、最大の木で最大1/5 g0 潮汐力を与える。 木の両端は、緑の茂った房になっている。 
インテグラルツリーの房は、ツリーの重心から最大50キロメートル離れている。 したがって、房はすべての地点で軌道に乗っている大気と比較して、軌道を回るのが遅すぎる（「内側」房）、または速すぎる（「外側」房）のいずれかとなっている。 そのため、木の端の房は一定の強風の影響を受け、端がインテグラル記号( ∮ )の形に曲がり、水と食物を房に、または（力が弱く）重力がかかる幹に押し付ける。 そして潮汐のような力が材料を房に引き寄せます。 
各房はツリーのいくつかの主な目的を果たす。 まず緑の葉は光合成性で木に日光のエネルギーを提供する。第二に房は木が種を生産する場所である。そして第三にさまざまな植物、動物、その他のオブジェクトがよりタイトな枝に閉じ込められる可能性があり、それらは徐々に「ツリーマウス」(木の口)に向かって移動する。 ツリーマウスは、重心の風下側の各房の上部にある穴で木の根である。幹に沿って集められた水は潮汐力のために流下し、ツリーマウスによって摂取される。房の枝は風の中でさまざまなものや動物を捕まえて捕獲し、年月を経て徐々にツリーマウスに移動する。他の多くの大きなスモークリング植物は、これと似たスカベンジャー/肉食の側面を持っているが、メカニズムは多少異なる。

## 賞とノミネート
1985年のSF小説のローカス賞を受賞し 、以下の賞にもノミネートされた。 
- 1985 ヒューゴー賞 長編小説部門
- 1985 ネビュラ賞 長編小説部門
- 1985 サイエンスフィクションクロニクルリーダーアワード[3]

## 本作の影響
共同SF創作サイト『Orion's Arm』には本作に由来する「Niven Clouds (Smoke Rings)」が存在する。また、インテグラル(∮)型ではなく、アスタリスク(✳︎)型のアスタリスク・ツリーといったアイデアが挙げられている。アスタリスク・ツリーは風車のように回転することで、複数の幹を伸ばし房に葉をつけることができる。